# محمد بقایی
محمّد بقایی (زادهٔ ۲۰ اسفندِ ۱۳۲۳) معروف به ماکان نویسنده، مترجم، استاد ادبیات فارسی و از اقبال‌شناسان برجسته ایرانی است. او دانش‌آموختهٔ زبان و ادبیات فارسی از دانشگاه تهران و دارای دیپلم عالی زبان انگلیسی از دانشگاه نوادرفلوریدا است. فعالیت فرهنگی این پژوهشگر از اواسط دهه چهل با نگارش مقالاتی در مطبوعات تهران آغاز می شود و سپس از سال ۵۳ در رادیو تلویزیون ملی ایران به عنوان نویسنده و مجری برنامه‌های فرهنگی از جمله "فرهنگ و جامعه" و "زمان و زاویه" ادامه می یابد. در سالهای پس از ۵۷ به کار تالیف و ترجمه رو می‌آورد. بقایی ۳۵جلد کتاب در چند هزار صفحه راجع به اقبال لاهوری، شاعر پاکستانی، نوشته ‌است و به همین سبب در سال ۲۰۰۵ عالی‌ترین نشان فرهنگی پاکستان را از پرویز مشرف، رئیس‌جمهور وقت پاکستان دریافت کرد. آثار او مشتمل بر ۸۱ کتاب (تألیف و ترجمه) است که از این میان می‌توان به ترجمه ده رمان از هرمان هسه نویسنده نامدار آلمانی و مجموعه ده جلدی چهره‌های مشهور فلسفه غرب اشاره کرد.
اقبال آکادمی پاکستان، بقایی را تنها دانشور ایرانی‌ای می‌داند که بیش از همه دربارهٔ «افکار اقبال» تحقیق و تألیف کرده است.
بقایی با تألیفات گسترده در زمینه ادبیات فارسی، اندیشه‌های فلسفی، و ترجمه‌های ادبی به خصوص معرفی اندیشه‌های اقبال لاهوری و همچنین ترویج ادبیات جهان در جامعه ایرانی نقشی کلیدی ایفا کرده است.
ترجمه‌ها و تألیفات دقیق او در زمینه‌های یاد شده سبب شد تا به یکی از تأثیرگذارترین چهره‌های فرهنگی ایران معاصر تبدیل شود.
آثار او مرجعی معتبر برای دانش جویان و پژوهشگران در زمینه ادبیات و فلسفه به شمار می‌رود.

## آثار
- بازسازی اندیشهٔ دینی در اسلام: ترجمهٔ فارسی سخنرانی‌های اقبال
- شرح چه باید کرد اقبال
- شرح گلشن راز جدید اقبال
- خدا در تصور اقبال
- زمان و مکان از دیدگاه اقبال
- سونش دینار( گزین گویه های اقبال)
- اقبال و شش فیلسوف غربی
- معنای زندگی از نگاه مولوی و اقبال [۳]
- درشبستان ابد (شرح جاویدنامه اقبال)
- لعل روان (شرح زبور عجم اقبال)
- شرار زندگی (شرح مثنوی‌های اسرار خودی و رموز بی‌خودی اقبال)
- خیال وصال (شرح ارمغان حجاز اقبال)[۴]

- روزالده، هرمان هسه
- سفر به شرق، هرمان هسه
- تیزهوش، هرمان هسه
- اخبار عجیب و حکایات غریب، هرمان هسه
- دمیان ، هرمان هسه
- مبانی تربیت فرد و جامعه ، اقبال
- سیدارتا، هرمان هسه
- بازی مهره شیشه‌یی، هرمان هسه
- سفینه زندگی ، هرمان هسه
- نارسیس و گلدموند، هرمان هسه
- دود دل بر سر قلم
- چهره‌ها و ناگفته‌ها
- مولوی، چنان که هست
- اقبال، چنان که هست
- نقدوبررسی دمیان
- نگرش‌های ایرانی[۵]
- از فردوسی تا شاملو

- تصویرهای آشنا(داستان)
- شرح مثنوی بندگی نامه اقبال
- نقدوبررسی رمان سفربه شرق
- مولوی، نیچه و اقبال
- مابعدالطبیعه از دیدگاه اقبال
- خیال وصال ( شرح ارمغان حجازاقبال)
- خدا در آمریکا
- فرهنگ تحلیلی مذاهب آمریکا
- آشنایی بافلسفه غرب
- نقدوبررسی شش داستان هسه
- نقدو بررسی رمان سیدارتا
- گرگ بیابان(هسه)
- نقدوبررسی رمان گرگ بیابان ( هسه)
- نقدوبررسی ایلیاد
- آکویناس قدیس
- شرح فلسفه وآثارتوماس آکویناس
- شرح فلسفه و آثار برگزیده نیچه
- شرح فلسفه دکارت
- میل ، بنتام و مکتب فایده گرایی
- نقدتواریخ هرودوت
- توماس هابز و جان لاک
- شرح فلسفه و آثار برگزیده آگوستین قدیس
- روسو و آثارو افکارش
- خدایان و آدمیان ( نقدمبانی فرهنگ و تمدن غرب)
- اقبال با چهارده روایت
- پیاله یی از میکده لاهور( گزیده اشعاراقبال)
- میکده لاهور ( شرح کلیات فارسی اقبال)
- قلندرشهرعشق(۱۳ گفتمان درباره اقبال)
- اقبال و اندیشه های دینی غرب معاصر
- فرهنگ تکمیلی انگلیسی
- شرح و بررسی تطبیقی دیوان سنایی
- اقبال و شش فیلسوف غربی
- اقبال و ده چهره دیگر
- عرب‌زدگی، درجستجوی هویت ملی
- ستایش عشق (شرح و بررسی تطبیقی عاشقانه‌های سنایی)
- حافظ، چنان که هست
- سیرحکمت در ایران

- فلسفه دین از دیدگاه اقبال
- کی یرکگارد و اقبال
- نقدروان شناسی و روان درمانی غرب

- اقبال، فردوسی برون مرز
- شاملو و عالم معنا
- سقراط، حکیمی که از پرسیدن باکی نداشت
- از گلابدره تا هنگ کنگ
- اقبال، گلی که در جهنم رویید
- بالندگی شخصیت کودک
- افلاتون و ارسطو ازمنظری دیگر
- فرهنگ سه زبانه ماکان
- خیام، چنان که هست
- سعدی، چنان که هست